# Theropogon pallidus
Theropogon pallidus là một loài thực vật có hoa trong họ Măng tây. Loài này được (Wall. ex Kunth) Maxim. miêu tả khoa học đầu tiên năm 1871.